# Žarko Jovanović
Žarko Jovanović (26 décembre 1925 - 26 mars 1985) est un musicien tsigane serbe connu pour avoir réécrit en 1969 les paroles de Djelem, djelem, l'hymne des roms, composé par Šaban Bajramović en 1964.
Jovanović est né à Batajnica, en 1925. Cette petite localité en banlieue de Belgrade, fit l'objet d'un blocus durant la seconde guerre mondiale. À l'âge de 15 ans Zarko Jovanović s'en échappe pour rejoindre les partisans de la Yougoslavie et de Tito.  Il sera emprisonné dans trois camps et notamment celui d'Auschwitz-Birkenau. Durant cette guerre, Jovanović perdit la majorité de sa famille. Il vivra ensuite à Paris, reconnu comme musicien virtuose jouant de la Balalaïka (instrument à cordes traditionnel) dans les clubs et enregistrant des disques. Il participera également à deux congrès mondiaux Roms, le premier en 1971 dans les environs de Londres, le second en 1978 à Genève durant lequel il sera nommé Ministre de la Culture Romani. 
Žarko Jovanović est décédé à Paris en 1985.